# Geneslay
Geneslay település Franciaországban, Orne megyében. Lakosainak száma 278 fő (2018. január 1.). Geneslay La Chapelle-d’Andaine, Rennes-en-Grenouilles, Thubœuf, Beaulandais, Rives d'Andaine, Haleine, Juvigny Val d'Andaine és Sept-Forges községekkel határos.

## Népesség
A település népességének változása:
| Lakosok száma | 305  | 312  | 278  | 247  | 220  | 275  | 284  | 280  | 278  | 278  |
|               | 1962 | 1968 | 1975 | 1982 | 1990 | 2008 | 2013 | 2015 | 2017 | 2018 |